# Generation X (álbum)
Generation X es el primer álbum de estudio de la banda de punk inglesa liderada por Billy Idol, Generation X, publicado en 1978. Fue producido por Martin Rushent y editado por el sello Chrysalis Records. En sencillo "Ready Steady Go" alcanzó la posición n.º 47 en las listas de éxitos británicas en marzo de 1978.

## Listado de canciones
Todas las canciones fueron compuestas por Billy Idol y Tony James.
1. "From The Heart" (2:08)
2. "One Hundred Punks" (3:08)
3. "Listen" (3:24)
4. "Ready Steady Go" (2:58)
5. "Kleenex" (2:06)
6. "Promises Promises" (5:18)
7. "Day By Day" (2:05)
8. "The Invisible Man" (2:56)
9. "Kiss Me Deadly" (4:24)
10. "Too Personal" (2:17)
11. "Youth Youth Youth" (6:07)

## Créditos
- Billy Idol - voz.
- Bob "Derwood" Andrews - guitarra.
- Tony James - bajo.
- Mark Laff - batería.